# رافاق
رافاق یک منطقهٔ مسکونی در امارات متحده عربی است که در امارت رأس‌الخیمه واقع شده‌است. رافاق ۳۲۰ متر بالاتر از سطح دریا واقع شده‌است.